# Karl Stein
Karl Stein (Hamm, 1 de janeiro de 1913 — 19 de outubro de 2000) foi um matemático alemão.
Karl Stein obteve um doutorado em 1937 na Universidade de Münster, orientado por Heinrich Behnke, com a tese Zur Theorie der Funktionen mehrerer komplexer Veränderlichen; Die Regularitätshüllen niederdimensionaler Mannigfaltigkeiten.

## Publicações
- com Heinrich Behnke: Zur Theorie der Funktionen mehrerer komplexer Veränderlichen - Die Regularitätshüllen niederdimensionaler Mannigfaltigkeiten. In: Math. Annalen. 1937. Dissertation.
- com Heinrich Behnke: Analytische Funktionen mehrerer Veränderlicher zu vorgegebenen Null- und Polstellenflächen. In: Jahresbericht DMV. 1937.
- com Heinrich Behnke: Konvergente Folgen von Regularitätsbereichen und die Meromorphiekonvexität. In: Math. Annalen. 1939.
- Topologische Bedingungen für die Existenz analytischer Funktionen komplexer Veränderlichen zu vorgegebenen Nullstellenflächen. In: Math Annalen. 1941/2. Habilitation.
- com Heinrich Behnke: Entwicklung analytischer Funktionen auf Riemannschen Flächen. In: Math. Annalen. Band 120. 1948.
- Analytische Funktionen mehrerer komplexer Veränderlicher zu vorgegebenen Periodizitätsmoduln und das 2. Cousin´sche Problem. In: Math. Annalen. Band123. 1951.
- com Heinrich Behnke: Modifikationen komplexer Mannigfaltigkeiten und Riemannsche Gebiete. In: Math. Annalen. 1951/2.
- com Reinhold Remmert: Über die wesentlichen Singularitäten analytischer Mengen. In: Math. Annalen. 1952.
- Analytische Zerlegungen komplexer Räume. In: Math. Annalen. 1956/7.